# Don Juan, mi querido fantasma
Don Juan, mi querido fantasma és una pel·lícula espanyola del gènere comèdia dirigida el 1990 per Antonio Mercero. Es tracta d'una fantasia còmico-musical sobre el mite de Don Juan Tenorio.

## Argument
L'1 de novembre de 1990, com cada any, Don Juan Tenorio surt de la seva tomba a Sevilla. Simultàniament l'actor Juan Marquina assaja una versió general de l'obra de teatre "Don Juan Tenorio". Aleshores es contraposen la fantasia i la realitat enfrontant Don Juan Tenorio i Juan Marquina amb la seva relació amb quatre dones.

## Nominacions
María Barranco fou candidata al Fotogramas de Plata a la millor actriu de cinema l'any 1990. Alhora, Carlos Santos i Juan Ramón Molina foren candidats al Goya als millors efectes especials.